# Kamień Świątynny
Kamień Świątynny – aztecki kamienny monument ozdobiony reliefami figuralnymi i glifami, odkryty w 1831 roku na terenie miasta Meksyk w miejscu, gdzie dawniej wznosił się pałac Montezumy II. Wystawiony został dla upamiętnienia ceremonii Nowego Ognia, która odbyła się w 1507 roku. Obecnie znajduje się w zbiorach Narodowego Muzeum Antropologicznego w Meksyku.
Kamienny monument łączy w swojej formie kształty tronu królewskiego i azteckiej świątyni. Możliwe, że pełnił funkcję codziennego lub ceremonialnego tronu Montezumy II. Na oparciu znajduje się dysk słoneczny symbolizujący obecną erę, 4 Ruch, strzeżony z lewej strony przez boga Huitzilopochtli i przez króla Montezumę II z prawej. Władca został przedstawiony w ceremonialnym stroju kapłańskim, z nożami ofiarnymi i kośćmi do rytualnego upuszczania krwi. Siedzisko ozdobiono wizerunkiem boga ziemi Tlaltecuhtli z przerażającą paszczą i w naszyjniku z czaszek, dookoła niego umieszczono natomiast atrybuty wojenne. Na tylnej ścianie przedstawiono scenę z legendy o powstaniu Tenochtitlán: siedzącego na kaktusie orła rozszarpującego węża, natomiast na szczycie tronu znajduje się glif z datą 2 Dom w kalendarzu azteckim, co w kalendarzu gregoriańskim odpowiada rokowi 1325 – symbolicznej dacie założenia miasta. Boczne ściany tronu zdobią wizerunki szkieletów odzianych w stroje wojowników, przedstawiające przypuszczalnie przodków Azteków lub bóstwa. Możliwe, że pomnik jako całość przedstawia symbolicznie miasto Tenochtitlán wynurzające się z wód jeziora Texcoco.